# 紫體軟雀鯛
紫體軟雀鯛，為輻鰭魚綱鱸形目鱸亞目擬雀鯛科的其中一種，分布於西印度洋坦尚尼亞及莫三比克海域，深度20－75公尺，體長可達6公分，背鰭硬棘2枚；背鰭軟條22－23枚；臀鰭硬棘3枚；臀鰭軟條13－14枚，為熱帶海水魚，棲息在珊瑚礁水域，生活習性不明。

## 擴展閱讀
維基物種上的相關：紫體軟雀鯛